# Karny wstydu

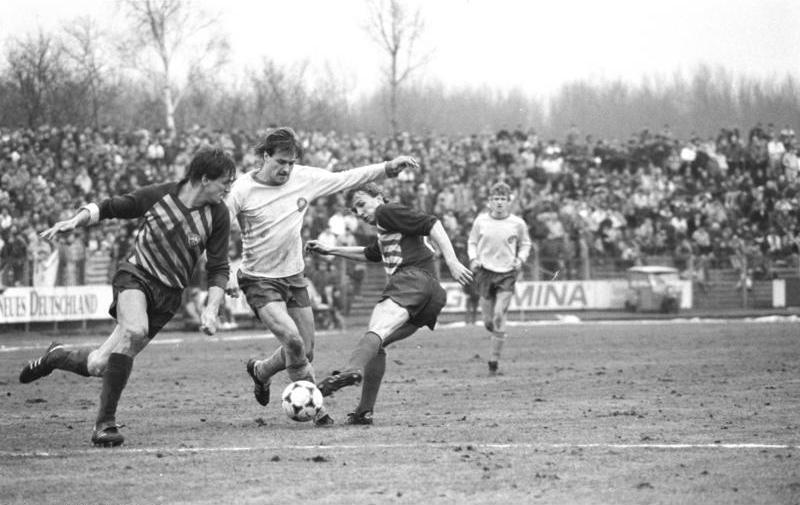
Zdjęcie z meczu

Karny wstydu (niem. Schand-Elfmeter von Leipzig) – określenie kontrowersyjnej decyzji sędziego Bernda Stumpfa o podyktowaniu rzutu karnego dla BFC Dynamo w meczu przeciwko Lokomotive Lipsk, rozgrywanego w ramach DDR-Oberligi 22 marca 1986 roku. Po meczu po raz pierwszy w historii Deutscher Fußball-Verband zawiesił sędziego na stałe. Na zakończenie sezonu Dynamo zostało mistrzem NRD z przewagą dwóch punktów nad Lokomotive.

## Tło
BFC Dynamo zdobywało mistrzostwo NRD nieprzerwanie w latach 1979–1985. Kibicem berlińskiego klubu był Erich Mielke, który szeroko wykorzystywał swoje wpływy, aby pomóc Dynamo, w tym interwencje u sędziów oraz przenoszenie wyróżniających się piłkarzy do klubu. W 1981 roku trzech piłkarzy rywala BFC – Dynama Drezno – dożywotnio pozbawiono prawa gry w Oberlidze, zaś Stasi naciskało na sędziów, aby gwizdali na korzyść BFC. W przegranym przez berliński klub 2:3 finale Pucharu NRD przeciwko Dynamo Drezno w 1985 roku stwierdzono czternaście rażących błędów na korzyść BFC Dynamo. Ponadto raporty wykazały, że w tamtym sezonie sędziowie Klaus-Dieter Stenzel i Reinhard Purz pięciokrotnie faworyzowali BFC, a Adolf Prokop, Manfred Roßner i Günther Habermann trzykrotnie. Te czynniki powodowały, że BFC było klubem znienawidzonym w NRD, a petycje w sprawie klubu otrzymywało kierownictwo SED z Erichem Honeckerem na czele.
Mecz Lokomotive z BFC Dynamo był spotkaniem osiemnastej kolejki DDR-Oberligi sezonu 1985/1986. Przed spotkaniem Dynamo prowadziło w tabeli, zaś Lokomotive zajmował czwarte miejsce. Aby liczyć się w walce o mistrzostwo kraju, Lokomotive powinno zatem wygrać mecz. Obserwowało go 13000 widzów.

## Mecz
W drugiej minucie meczu prowadzenie objął Lokomotive po bramce Olafa Marschalla. W trakcie spotkania Frank Baum został uderzony w głowę, ale kontynuował grę. W 84. minucie Matthias Liebers otrzymał drugą żółtą i w konsekwencji czerwoną kartkę za to, że przedwcześnie wybiegł z muru podczas wykonywania przez rywali rzutu wolnego.
Po upływie 90 minut spotkania Stumpf nie kończył spotkania mimo faktu, iż przebieg meczu nie uzasadniał jego przedłużenia. Wkrótce potem w polu karnym Lokomotive upadł Bernd Schulz, którego rzekomo faulował Hans Richter. Sędzia podyktował rzut karny, co spowodowało oburzenie widzów i reportera radiowego Wolfganga Hempla, który nie dowierzał decyzji Stumpfa słowami „To nie może być prawda”. Frank Pastor wykorzystał rzut karny, po czym sędzia zakończył spotkanie i uciekł z boiska.

### Szczegóły
| 22 marca 1986 15:00 | Lokomotive Lipsk · Marschall 2' | 1:1(1:1)Raport | Dynamo Berlin · 90+4' (k.) Pastor | Bruno-Plache-Stadion, Lipsk Widzów: 13 000 Sędzia: Bernd Stumpf (Jena) |
|                     |                                 |                |                                   |                                                                        |

| Lokomotive Lipsk | Dynamo Berlin |

| BR                  | 1 | René Müller       |              |     |
| OB                  |   | Frank Baum        |              |     |
| OB                  |   | Ronald Kreer      |              |     |
| OB                  |   | Torsten Kracht    |              |     |
| OB                  |   | Uwe Zötzsche      |              |     |
| PO                  |   | Matthias Lindner  | Żółta kartka | 76' |
| PO                  |   | Matthias Liebers  | 84'          |     |
| PO                  |   | Uwe Bredow        |              |     |
| NA                  |   | Olaf Marschall    |              |     |
| NA                  |   | Hans Richter      |              |     |
| NA                  |   | Dieter Kühn       | Żółta kartka | 63' |
| Rezerwowi:          |   |                   |              |     |
| PO                  |   | Lutz Moldt        |              | 76' |
| NA                  |   | Hans-Jörg Leitzke |              | 63' |
| Trener:             |   |                   |              |     |
| Hans-Ulrich Thomale |   |                   |              |     |

| BR          | 1 | Bodo Rudwaleit    |              |     |
| OB          |   | Frank Rohde       | Żółta kartka |     |
| OB          |   | Waldemar Ksienzyk |              |     |
| OB          |   | Bernd Schulz      |              |     |
| OB          |   | Heiko Brestrich   | Żółta kartka |     |
| PO          |   | Norbert Trieloff  |              | 76' |
| PO          |   | Michael Schulz    |              |     |
| PO          |   | Christian Backs   |              | 74' |
| NA          |   | Frank Pastor      |              |     |
| NA          |   | Rainer Ernst      | Żółta kartka |     |
| NA          |   | Andreas Thom      |              |     |
| Rezerwowi:  |   |                   |              |     |
| PO          |   | Eike Küttner      |              | 74' |
| PO          |   | Frank Terletzki   |              | 76' |
| Trener:     |   |                   |              |     |
| Jürgen Bogs |   |                   |              |     |

## Następstwa
Decyzja Bernda Stumpfa o podyktowaniu wątpliwego rzutu karnego wywołała poruszenie między innymi Petera Gießnera, członka SED. Gießner powiedział, że wielu członków partii jest oburzonych meczem i obawia się tego, na co jeszcze może pozwolić sobie BFC. Bezpośrednio po meczu na pytanie Wolfganga Hempla, czy podyktowałby podobny rzut karny przeciwko BFC oraz ukarałby berlińskiego piłkarza czerwoną kartką za takie przewinienie, sędzia odpowiedział twierdząco. Mimo to działacz DFV Volker Nickchen na konferencji prasowej powiedział, że takie sędziowanie musi się spotkać z konsekwencjami. Działacz sportowy SED Rudolf Hellmann stwierdził, że sędziowie powinni prowadzić spotkania uczciwie, zwłaszcza przed nadchodzącym XI zjazdem partii, i w porozumieniu z Egonem Krenzem dożywotnio cofnął Stumpfowi uprawnienia sędziego międzynarodowego i ligowego. Ukarany odwołał się do Ericha Honeckera, ale bez skutku.
W 1999 roku MDR opublikowało materiał, w którym pokazano kontrowersyjny faul z nowej perspektywy. Wówczas okazało się, że Richter rzeczywiście sfaulował Schulza w polu karnym, odpychając go rękami. Schulz również utrzymywał, że był faulowany, zaś Richter przyznał, że lekko popchnął rywala.